# Сухомлин, Владимир Александрович
Владимир Александрович Сухомлин (род. 18 сентября 1945, Москва) — доктор технических наук, профессор, заведующий лабораторией открытых информационных технологий факультета ВМК МГУ. Отец одного из первых российских интернет-журналистов В. В. Сухомлина.

## Биография
Родился 18 сентября 1945 года в Москве в семье кинорежиссёра Ю. Н. Озерова. Окончил факультет АВТ Московского энергетического института (1969).
Защитил диссертацию на степень кандидата наук (1976), тема диссертации «Система построения трансляторов “СПАРТАК”» (научный руководитель Л. Н. Королёв). Доктор технических наук (1989), тема диссертации: «Интегрированный подход к созданию технологического программного обеспечения для автоматизации научных исследований в области создания радиоэлектронных систем реального времени и их функционального программного обеспечения». Учёное звание профессор (1992).
Заслуженный профессор МГУ (2013) .
Руководитель подкомитета российского комитета по стандартизации информационных технологий. Эксперт РФФИ, принимает участие в работе комитета по открытым системам РАН.
Работает в Московском университете (с 1989): заведующий отделом математического обеспечения НИВЦ МГУ (1989–1998); заведующий лабораторией открытых информационных технологий факультета ВМК МГУ (с 1998).
Преподаёт на факультете ВМК (1973–1998 — по совместительству), с 1999 — профессор кафедры АСВК.

## Преподавательская деятельность
В Московском университете прочёл более 10 основных и специальных курсов лекций. Разработал новые лекционные курсы: «Принципы работы системы Эльбрус», «Анализ информационных технологий», «Конформность информационных технологий и формальные языки», «Методологические основы сетевых технологий», «Безопасность компьютерных сетей» . Осуществляет методическое руководство Высшей компьютерной школой МГУ (с 1990). Осуществляет научно-методическое руководство магистерскими программами: «Информационные технологии и менеджмент» и «Телекоммуникации и менеджмент» (1998). Разработал и внедрил учебную программу подготовки магистров совместно с факультетом Компьютинга национального университета Сингапура (2000). Разработал концепцию и государственные стандарты для нового научно-образовательного направления «Информационные технологии» (2000—2002).
Разработаны концепция образовательного направления «Информационные технологии», а также разработаны и внедрены в учебную практику государственные стандарты бакалавра и магистра второго и третьего поколений по данному направлению, разработан ряд программ магистерского и дополнительного к высшему ИТ-образования.

## Научная деятельность
Область научных интересов: Стандартизация информационных технологий; методология и технология тестирования конформности; технологии, сервисы и приложения Глобальной информационной инфраструктуры; управление безопасностью; ИТ–образование, eLearning.
Сухомлиным разработан комплексный подход к созданию интегрированных интеллектуальных технологий проектирования сложных автоматизированных систем; разработан первый отечественный компилятор для стандарта языка C++, нашедший практическое использование.
Подготовил 14 кандидатов наук, среди его учеников один доктор наук.
Главный редактор международного научного журнала «Современные информационные технологии и ИТ-образование».

## Научные публикации
Автор более 80 печатных работ, в том числе 13 книг. 
Основные публикации:
- Принципы работы системы Эльбрус — М., МГУ, 1981, 122 c.
- Высшая компьютерная школа. Система подготовки высококвалифицированных специалистов в области информационных технологий — М., Диалог-МГУ, 1999, 104 c.
- Магистерское обучение по направлению специализации «Информационные технологии и менеджмент» — М., Диалог-МГУ, 1999, 32 c.
- Введение в анализ информационных технологий — М., Горячая линия — Телеком, 2003, 457 c.
- ИТ-образование. Концепция, образовательные стандарты, процесс стандартизации — М., Горячая линия — Телеком, 2004, 200 c.

## Награды
- Медаль ордена «За заслуги перед Отечеством» II степени (2024)[6].